# Amtsenthebung
Die Amtsenthebung eines Amtsinhabers wird in verschiedenen Berufen bei gravierenden Verfehlungen durchgeführt. Der Amtsenthebung geht oft ein Amtsenthebungsverfahren voraus.

## Amtsenthebung von Notaren
Der Notar als unabhängiger Träger eines öffentlichen Amtes (§ 1 Bundesnotarordnung (BNotO)) unterliegt strengen berufsständischen Anforderungen und Regeln bei der Ausübung seiner Amtstätigkeit. Zur Wahrung der Zuverlässigkeit und des Ansehens seines Berufsstandes ist der Notar unter zwingenden Voraussetzungen seines Amtes zu entheben. Diese Voraussetzungen sind in den Ziffern 1 bis 10 des § 50 Absatz 1 Bundesnotarordnung (BNotO) geregelt. Hierüber wacht die Dienstaufsicht über Notare gem. §§ 92 ff. BNotO.
Der Notar ist seines Amtes zu entheben,
1. wenn die Voraussetzungen des § 5 BNotO wegfallen oder sich nach der Bestellung herausstellt, dass diese Voraussetzungen zu Unrecht als vorhanden angenommen wurden;
2. wenn eine der Voraussetzungen vorliegt, unter denen die Ernennung eines Landesjustizbeamten nichtig ist, für nichtig erklärt oder zurückgenommen werden muss;
3. wenn er sich weigert, den in § 13 BNotO vorgeschriebenen Amtseid zu leisten;
4. wenn er ein besoldetes Amt übernimmt oder eine nach § 8 Abs. 3 BNotO genehmigungspflichtige Tätigkeit ausübt und die Zulassung nach § 8 Abs. 1 Satz 2 oder die nach § 8 Abs. 3 BNotO erforderliche Genehmigung im Zeitpunkt der Entschließung der Landesjustizverwaltung über die Amtsenthebung nicht vorliegen;
5. wenn er entgegen § 8 Abs. 2 BNotO eine weitere berufliche Tätigkeit ausübt oder sich entgegen den Bestimmungen von § 9 Abs. 1 oder Abs. 2 BNotO mit anderen Personen zur gemeinsamen Berufsausübung verbunden oder mit ihnen gemeinsame Geschäftsräume hat;
6. wenn er in Vermögensverfall geraten ist; ein Vermögensverfall wird vermutet, wenn ein Insolvenzverfahren über das Vermögen des Notars eröffnet oder der Notar in das vom Vollstreckungsgericht zu führende Verzeichnis (§ 26 Abs. 2 der Insolvenzordnung, § 882b der Zivilprozessordnung) eingetragen ist;
7. wenn er aus gesundheitlichen Gründen nicht nur vorübergehend unfähig ist, sein Amt ordnungsgemäß auszuüben;
8. wenn seine wirtschaftlichen Verhältnisse, die Art seiner Wirtschaftsführung oder der Durchführung von Verwahrungsgeschäften die Interessen der Rechtsuchenden gefährden;
9. wenn er wiederholt grob gegen
  1. Mitwirkungsverbote gemäß § 3 Absatz 1 des Beurkundungsgesetzes oder
  2. Pflichten gemäß § 17 Absatz 2a Satz 2 Nummer 2 des Beurkundungsgesetzes
verstößt;
10. wenn er nicht die vorgeschriebene Haftpflichtversicherung (§ 19a BNotO) unterhält.

## Amtsenthebung von Richtern
Gemäß dem deutschen Richtergesetz kann ein Richter gemäß § 30 Deutsches Richtergesetz (DRiG) des Amtes enthoben werden.
(1) Ein Richter auf Lebenszeit oder ein Richter auf Zeit kann ohne seine schriftliche Zustimmung nur
1. im Verfahren über die Richteranklage (Art. 98 Abs. 2 und 5 GG)
2. im gerichtlichen Disziplinarverfahren,
3. im Interesse der Rechtspflege (§ 31 DRiG),
4. bei Veränderung der Gerichtsorganisation in Deutschland (§ 32 DRiG)

in ein anderes Amt versetzt oder seines Amtes enthoben werden.
(2) Die Versetzung oder Amtsenthebung kann – außer im Fall des Absatzes 1 Nr. 4 – nur auf Grund rechtskräftiger richterlicher Entscheidung ausgesprochen werden.
(3) Der Versetzung steht es gleich, wenn ein Richter, der mehrere Richterämter innehat, eines Amtes enthoben wird.

## Amtsenthebung von Betriebsratsmitgliedern
Ein Betriebsratsmitglied kann auf Antrag durch arbeitsgerichtliche Entscheidung wegen grober Verletzung seiner Amtspflichten aus dem Betriebsrat ausgeschlossen werden. Den Ausschlussantrag können ein Viertel der wahlberechtigten Arbeitnehmer, der Arbeitgeber, eine im Betrieb vertretene Gewerkschaft oder der Betriebsrat beim Arbeitsgericht stellen § 23 Abs. 1 BetrVG. Der Ausschluss aus dem Betriebsrat hat zur Folge, dass das amtsenthobene Betriebsratsmitglied nach Rechtskraft der Entscheidung seinen besonderen und nachwirkenden Kündigungsschutz sowie den Versetzungsschutz verliert (§ 15 Abs. 1 KSchG, § 103 Abs. 3 BetrVG). Eine einmalige grobe Pflichtverletzung reicht, um den Ausschluss zu rechtfertigen.

## Amtsenthebung von Beamten
Der Begriff Amtsenthebung ist im deutschen Beamtenrecht nicht gebräuchlich. Das Beamtenverhältnis kann, im Sinne einer Amtsenthebung, durch Entlassung, Verluste der Beamtenrechte oder Entfernung aus dem Dienstverhältnis enden. Damit verliert der Beamte auch sein beamtenrechtliches Amt.
Die Beendigung des Beamtenverhältnis ist für Bundesbeamte im Bundesbeamtengesetz, für die übrigen staatlichen Beamten im Beamtenstatusgesetz (BeamtStG) geregelt. Gemäß § 23 BeamtStG sind Beamte zu entlassen, wenn sie
1. den Diensteid oder ein an dessen Stelle vorgeschriebenes Gelöbnis verweigern,
2. nicht in den Ruhestand oder einstweiligen Ruhestand versetzt werden können, weil eine versorgungsrechtliche Wartezeit nicht erfüllt ist,
3. dauernd dienstunfähig sind und das Beamtenverhältnis nicht durch Versetzung in den Ruhestand endet,
4. die Entlassung in schriftlicher Form verlangen oder
5. nach Erreichen der Altersgrenze berufen worden sind.

Laut § 24 Abs. 1 BeamtStG endet das Beamtenverhältnis, wenn ein Beamter im ordentlichen Strafverfahren durch das Urteil eines deutschen Gerichts
1. wegen einer vorsätzlichen Tat zu einer Freiheitsstrafe von mindestens einem Jahr oder
2. wegen einer vorsätzlichen Tat, die nach den Vorschriften über Friedensverrat, Hochverrat und Gefährdung des demokratischen Rechtsstaates, Landesverrat und Gefährdung der äußeren Sicherheit oder, soweit sich die Tat auf eine Diensthandlung im Hauptamt bezieht, Bestechlichkeit, strafbar ist, zu einer Freiheitsstrafe von mindestens sechs Monaten verurteilt wird, mit der Rechtskraft des Urteils.

Entsprechendes gilt, wenn die Fähigkeit zur Bekleidung öffentlicher Ämter aberkannt wird oder wenn der Beamte aufgrund einer Entscheidung des Bundesverfassungsgerichts nach Art. 18 des Grundgesetzes ein Grundrecht verwirkt hat.

## Amtsenthebung von Organmitgliedern
Die Amtsenthebung von Organmitgliedern, beispielsweise einer Krankenkasse, kann nur im Zusammenhang mit einem groben Verstoß gegen Amtspflichten  ausgesprochen werden und wird als sog. „unehrenhafte Entlassung“ aus der Organmitgliedschaft zu betrachten sein (§ 59 Abs. 3 SGB IV). Zuständig ist der Verwaltungsrat (§ 33 Abs. 3 Satz 3 SGB IV).

## Amtsenthebung im kanonischen Recht
Die Amtsenthebung (amotio) ist eine Form der Amtsbeendigung im kanonischen Recht. Sie wird gegen den Willen des Amtsinhabers durchgeführt, stellt aber im Gegensatz zur Absetzung keine Strafmaßnahme dar.
Von Amts wegen ist eine Amtsenthebung durchzuführen bei Verlust des Klerikerstandes, bei Abfall vom katholischen Glauben oder bei Klerikern, die versucht haben, eine Ehe, und sei es auch nur eine Zivilehe, einzugehen.